# Crescent Air Cargo
A Crescent Air Cargo era uma companhia aérea cargueira indiana com sede em Chenai, Tâmil Nadu, Índia. Sua base principal era o Aeroporto Internacional de Chenai.

## História
A Crescent Air Cargo foi constituída como uma empresa privada limitada em janeiro de 2002, com sua sede registrada em Chenai, embora as operações de vôo só tenham começado em 2004. Em 2006, a companhia foi fechada novamente.

## Frota
A frota da Crescent Air Cargo consistia nas seguintes aeronaves:
| Aeronaves | Total | Notas |
| --------- | ----- | ----- |
| Fokker 50 | 3     |       |
| Total     | 3     |       |